# Psidium rostratum
Psidium rostratum es una especie de planta con flor en la familia Myrtaceae. 
Es endémica del departamento de Tumbes, Perú donde se encuentra en los bosques costeros. 

## Taxonomía
Psidium rostratum fue descrita por Rogers McVaugh y publicado en Prodromus Systematis Naturalis Regni Vegetabilis 3: 233. 1828.
Etimología
Ver: Psidium
rostratum: epíteto latín que significa "picuda"
Sinonimia
- Britoa acida (DC.) O.Berg
- Guajava acutangula (Mart. ex DC.) Kuntze
- Psidium acidum Mart. ex O.Berg
- Psidium acutangulum var. acidum DC.
- Psidium acutangulum var. crassirame O.Berg
- Psidium acutangulum var. oblongatum Mattos
- Psidium acutangulum var. tenuirame O.Berg
- Psidium grandiflorum Ruiz & Pav.
- Psidium persoonii McVaugh[4]